# ده غود (اسماعيلي كرمان)
ده غود (بالفارسية: ده گود) هي قرية تقع في إيران في منطقة إسماعيلي. يقدر عدد سكانها بـ 23 نسمة بحسب إحصاء 2016.